# Sabine Dähne
Sabine Dähne, född den 27 februari 1950 i Colditz i Tyskland, är en östtysk roddare.
Hon tog OS-silver i tvåa utan styrman i samband med de olympiska roddtävlingarna 1976 i Montréal.